# Angela Chalmers
Angela Chalmers (Brandon (Manitoba), Canadá, 6 de septiembre de 1963) es una atleta canadiense retirada, especializada en la prueba de 3000 m obstáculos en la que llegó a ser medallista de bronce olímpica en 1992.

## Carrera deportiva
En los JJ. OO. de Barcelona 1992 ganó la medalla de bronce en los 3000 m obstáculos, con un tiempo de 8:47.22 segundos, llegando a la meta tras Yelena Romanova y Tetyana Dorovskikh del Equipo Unificado.